# Lijst van kardinaal-grootpenitentiariussen

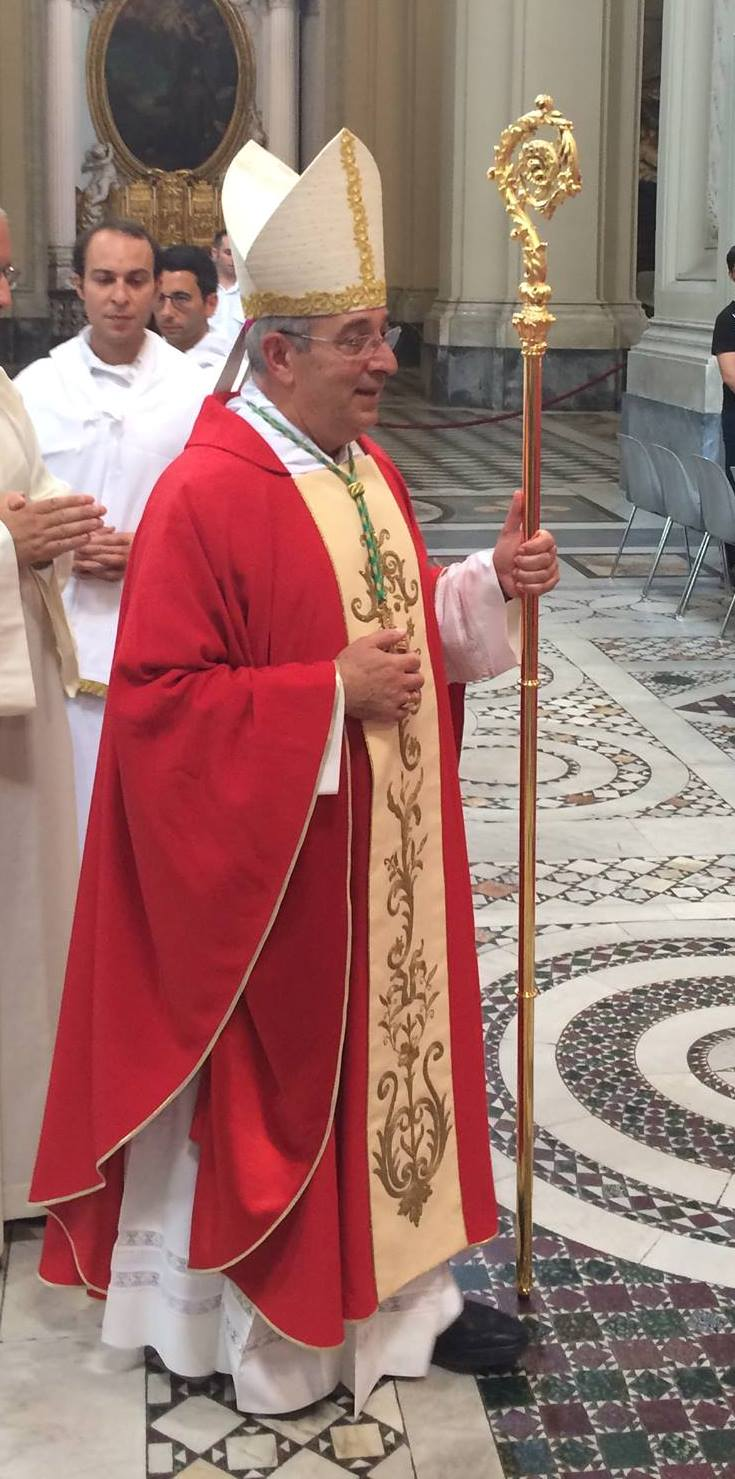
Angelo De Donatis, grootpenitentiarius sinds 2024

Een kardinaal-grootpenitentiarius (Latijn: Paenitentiarius Maior) is prefect (hoofd) van de Apostolische Penitentiarie, een tribunaal van de Romeinse Curie, dat zich bezighoudt met het verlenen van aflaten, dispensaties en absoluties bij gewetenskwesties. Een functionaris die zonder kardinaal te zijn tot grootpenitentiarius wordt benoemd, wordt pro-grootpenitentiarius genoemd.

## Tot de 16e eeuw
- Giovanni di San Paolo (ca. 1200-1216)
- Nicola de Romanis (1216-1219)
- Tommaso da Capua (1219-1239 of 1243)
- Hugh of Saint-Cher (ca.1245-1263)
- Gui Foucault (1263-1265)
- (1265-1273 – waarschijnlijk vacant)
- Pierre de Tarentaise (1273-1276)
- (1276-1279 – waarschijnlijk vacant)
- Bentivenga de Bentivengis (1279-1289)
- Matteo di Aquasparta (1289-1302)
- Gentile Partino (1302-1305)
- Berenger Fredoli (1306-1323)
- (1323-1327 – vacant)
- Gauscelin de Jean (ca.1327-1348)
- Etienne Aubert (1348-1352)
- Egidio Albornoz (1352-1367)
  - Francesco degli Atti (vice-grootpenitentiarius ca.1353-1361)
- Guillaume Bragose (vice-grootpenitentiarius: 1361-1367, kardinaal-grootpenitentiarius: 1367)
  - Galhardus de Boscoviridi (regent van de Apostolische Penitentiarie 1367-1369)
- Etienne de Poissy (1369-1373)
- Jean du Cros (1373-1378[1])
  - Giovanni d'Amelia (regent van de Apostolische Penitentiarie 1378)
- Eleazario da Sabrano (1378-1379)
  - Augustusin de Lanzano (regent van de Apostolische Penitentiarie 1379-1382)
- Luca Rodolfucci de Gentili (1382-1388)
  - Augustusin de Lanzano (regent van de Apostolische Penitentiarie 1388-1389)
- Niccolo Caracciolo Moschino (1389)
- Francesco Carbone Tomacelli (1389-1405)
- Antonio Caetani (1405-1412)[2]
- Pierre Girard (1409-1415)[2]
- Giovanni Dominici (1408[3]/1415-1419)
- Giordano Orsini (1419-1438)
- Niccolo Albergati (1438-1443)
- Giuliano Cesarini (1444)
- Giovanni Berardi (1444-1449)
- Domenico Capranica (1449-1458)
- Filippo Calandrini (1459-1476)
- Giuliano della Rovere (1476-1503)

## 16e eeuw
- Pedro Luis de Borja-Lanzol de Romaní (1503-1511)
- Leonardo Grosso della Rovere (1511-1520)
- Lorenzo Pucci (1520-1529)
- Antonio Pucci (1529-1544)
- Roberto Pucci (1545-1547)
- Ranuccio Farnese, SMHOM (1547-1565)
- Carolus Borromeus (1565-1572)
- Giovanni Aldobrandini (1572-1573)
- Stanisław Hozjusz (1574-1579)
- Filippo Boncompagni (1579-1586)
- Ippolito Aldobrandini (1586-1592)
- Giulio Antonio Santori (1592-1602)

## 17e eeuw
- Pietro Aldobrandini (1602-1605)
- Cinzio Passeri Aldobrandini (1605-1610)
- Scipione Borghese (1610-1633)
- Antonio Marcello Barberini, O.F.M.Cap. (1633-1646)
- Orazio Giustiniani, Orat. (1647-1649)
- Niccolo Albergati-Ludovisi (1650-1687)
- Leandro Colloredo, Orat. (1688-1709)

## 18e eeuw
- Fabrizio Paolucci (pro-grootpenitentiarius: 1709-1710; kardinaal-grootpenitentiarius: 1710-1721)
- Bernardo Maria Conti, OSB Cas. (1721-1730)
- Vincenzo Petra (pro-grootpenitentiarius: 1730; kardinaal-grootpenitentiarius: 1730-1747)
- Gioacchino Besozzi, O.Cis. (1747-1755)
- Antonio Andrea Galli, C.Ss.R. (1755-1767)
- Giovanni Carlo Boschi (1767-1788)
- Francesco Saverio Zelada (1788-1801)

## 19e eeuw
- Leonardo Antonelli (1801-1811)
- Michele di Pietro (1811-1821)
- Francesco Saverio Castiglioni (1821-1829)
- Emmanuele de Gregorio (1829-1839)
- Castruccio Castracane degli Antelminelli (1839-1852)
- Gabriele Ferretti (1852-1860)
- Antonio Maria Cagiano de Azevedo (1860-1867)
- Antonio Maria Panebianco, OFM Conv (1867-1877)
- Luigi Bilio, CRSP (1877-1884)
- Raffaele Monaco La Valletta (1884-1896)
- Isidoro Verga (1896-1899)

## 20e eeuw
- Serafino Vannutelli (20 November 1899 - 19 augustus 1915)
- Willem Marinus van Rossum, C.Ss.R. (1 oktober 1915 - 12 maart 1918)
- Oreste Giorgi (12 maart 1918 - 30 december 1924)
- Andreas Franz Frühwirth, O.P. (8 januari 1925 - 31 juli 1927)
- Lorenzo Lauri (31 juli 1927 - 8 oktober 1941)
- Nicola Canali (15 oktober 1941 – 3 augustus 1961)
- Arcadio Maria Larraona Saralegui, CMF (13 augustus 1961 - 2 februari 1962)
- Fernando Cento (12 februari 1962 - 7 april 1967)
- Giuseppe Antonio Ferretto (7 april 1967 - 1 maart 1973)
- Giuseppe Paupini (21 maart 1973 - 8 april 1984)
- Luigi Dadaglio (pro-grootpenitentiarius: 8 april 1984 - 27 mei 1985; kardinaal-grootpenitentiarius: 27 mei 1985 - 6 april 1990)
- William Wakefield Baum (6 april 1990 - 22 november 2001)

## 21e eeuw
- Luigi De Magistris (pro-grootpenitentiarius: 22 november 2001 - 4 oktober 2003)
- James Francis Stafford (4 oktober 2003 - 2 juni 2009)
- Fortunato Baldelli (pro-grootpenitentiarius: 2 juni 2009 - 20 november 2010; kardinaal-grootpenitentiarius: 20 november 2010 - 5 januari 2012)
- Manuel Monteiro de Castro (pro-grootpenitentiarius: 5 januari 2012 - 18 februari 2012; kardinaal-grootpenitentiarius: 18 februari 2012 - 21 september 2013)
- Mauro Piacenza (21 september 2013 - 6 april 2024)
- Angelo De Donatis (6 april 2024 - heden)